# (70745) Aleserpieri
(70745) Aleserpieri est un astéroïde de la ceinture principale.

## Description
(70745) Aleserpieri est un astéroïde de la ceinture principale. Il fut découvert le 9 novembre 1999 à Pianoro par Vittorio Goretti. Il présente une orbite caractérisée par un demi-grand axe de 2,58 UA, une excentricité de 0,06 et une inclinaison de 10,4° par rapport à l'écliptique.

## Compléments